# نوویرمه‌کیه‌وو
نوویرمه‌کیه‌وو (انگلیسی: Novoyermekeyevo) یک شهرک در شهرستان یرمکیفسکی استان باشقیرستان کشور روسیه است.